# La Rivera (Oruro)
La Rivera es un municipio y una localidad de Bolivia, capital de la provincia de Mejillones en el departamento de Oruro.
Fue designada como capital al crearse la provincia por Ley de 21 de febrero de 1989 durante el gobierno de Víctor Paz Estenssoro.
La economía del municipio se basa en la producción agropecuaria destinada al autoconsumo, con excedentes que los pobladores comercializan en mercados cercanos. Se desarrolla la crianza de camélidos como llamas y alpacas, y ovinos. Los cultivos principales son la quinua y el ajo.

## Demografía
De acuerdo con el censo boliviano de 2024, la población del municipio de La Rivera es de 1 266 habitantes.
La población del municipio se ha más que quintuplicado entre 1992 y 2024:
| Año  | Habitantes (municipio) | Fuente |
| ---- | ---------------------- | ------ |
| 1992 | 221                    | Censo  |
| 2001 | 390                    | Censo  |
| 2012 | 509                    | Censo  |
| 2024 | 1 266                  | Censo  |

## Transporte
La Rivera se encuentra a 221 kilómetros por carretera de Oruro, la capital del departamento.
Desde Oruro, la Ruta 12 recorre 189 km en dirección suroeste a través de Ancaravi y Huachacalla hasta Sabaya y luego hasta Pisiga, en la frontera con Chile. En Sabaya, un camino rural sin asfaltar se bifurca hacia el oeste y conduce otros 32 km por el río Sabaya hasta llegar a La Rivera y de allí hasta Carangas.